# Cnodalia
Cnodalia es un género de arañas araneomorfas de la familia Araneidae. Se encuentra en  Asia.

## Lista de especies
Según The World Spider Catalog 12.0:
- Cnodalia ampliabdominis (Song, Zhang & Zhu, 2006)
- Cnodalia flavescens Mi, Peng & Yin, 2010
- Cnodalia harpax Thorell, 1890
- Cnodalia quadrituberculata Mi, Peng & Yin, 2010